# Welterbe in den Palästinensischen Autonomiegebieten

Zum Welterbe in den Palästinensischen Autonomiegebieten gehören (Stand 2024) fünf UNESCO-Welterbestätten, sämtlich Stätten des Weltkulturerbes. Die Palästinensischen Autonomiegebiete haben die Welterbekonvention 2011 ratifiziert, die erste Welterbestätte wurde 2012 in die Welterbeliste aufgenommen. Die bislang letzte Welterbestätte wurde 2024 eingetragen, drei Stätten stehen auf der Liste des gefährdeten Welterbes.

## Welterbestätten
Die folgende Tabelle listet die UNESCO-Welterbestätten in den Palästinensischen Autonomiegebieten in chronologischer Reihenfolge nach dem Jahr ihrer Aufnahme in die Welterbeliste (K – Kulturerbe, N – Naturerbe, K/N – gemischt, (G) – auf der Liste des gefährdeten Welterbes).
| Bild                                | Bezeichnung                                                                        | Jahr | Typ   | Ref. | Beschreibung |
| ----------------------------------- | ---------------------------------------------------------------------------------- | ---- | ----- | ---- | --- |
| (weitere Bilder)                    | Geburtsstätte Jesu Christi: Geburtskirche und Pilgerweg, Bethlehem (Lage)          | 2012 | K     | 1433 | Die Stätte enthält u. a. die Geburtskirche in Bethlehem. Von 2012 bis 2019 befand sich die Stätte auf der Liste des gefährdeten Welterbes. Erfüllte Kriterien für Kulturerbe: iv., vi. |
| (weitere Bilder)                    | „Land der Oliven und des Weins“ – Kulturlandschaft von Südjerusalem, Battir (Lage) | 2014 | K (G) | 1492 | Kulturlandschaft südlich von Jerusalem. Die Stätte steht seit Aufnahme als Welterbe ebenfalls auf der Liste des gefährdeten Welterbes. Erfüllte Kriterien für Kulturerbe: iv., v. |
| (weitere Bilder)                    | Altstadt von Hebron/al-Chalil (Lage)                                               | 2017 | K (G) | 1565 | Die Stätte steht seit Aufnahme als Welterbe ebenfalls auf der Liste des gefährdeten Welterbes. Erfüllte Kriterien für Kulturerbe: ii., iv., vi. |
| Das antike Jericho / Tell es-Sultan | Das antike Jericho / Tell es-Sultan (Lage)                                         | 2023 | K     | 1687 | Kombinierter Vorschlag aus der Ausgrabungsstätte der antiken Stadt Tell es-Sultan (stand seit 2012 auf der Tentativliste) und den Stätten Khirbat al-Mafjar und Dier Quruntul (2020 auf der Tentativliste als „Jericho Jahrtausendstadt, Archäologische und historische urbane Entwicklung“). Erfüllte Kriterien für Kulturerbe: iii., iv.                                                                                            |
| BW                                  | Hilarionkloster / Tell Umm Amer (Lage)                                             | 2024 | K (G) | 1749 | Im 4. Jahrhundert n. Chr. gegründet, ist das Hilarionkloster das älteste Kloster im Heiligen Land und eines der ältesten im Nahen Osten. Durch seine Lage an mehreren wichtigen Handelsrouten spielte es eine wichtige Rolle bei der Verbreitung klösterlichen Lebens in der Region. Die Stätte steht seit Aufnahme als Welterbe ebenfalls auf der Liste des gefährdeten Welterbes. Erfüllte Kriterien für Kulturerbe: ii., iii., vi. |

## Tentativliste
In der Tentativliste sind die Stätten eingetragen, die für eine Nominierung zur Aufnahme in die Welterbeliste vorgesehen sind. Derzeit (2024) sind 12 Stätten in der Tentativliste der Palästinensischen Autonomiegebiete eingetragen, die letzte Eintragung erfolgte im Mai 2021. Die folgende Tabelle listet die Stätten in chronologischer Reihenfolge nach dem Jahr ihrer Aufnahme in die Tentativliste.
| Bild                                                        | Bezeichnung                                                        | Jahr | Typ | Ref. | Beschreibung |
| ----------------------------------------------------------- | ------------------------------------------------------------------ | ---- | --- | ---- | --- |
| Berg Garizim und die Samaritaner                            | Berg Garizim und die Samaritaner (Lage)                            | 2012 | K   | 5706 | Der Berg Garizim ist ein heiliger Berg und religiöses Zentrum der Religionsgemeinschaft der Samaritaner |
| Qumran: Höhlen und Kloster der Schriftrollen vom Toten Meer | Qumran: Höhlen und Kloster der Schriftrollen vom Toten Meer (Lage) | 2012 | K   | 5707 | Qumran ist eine Ruinenstätte in der Nähe des Toten Meeres, wo die Schriftrollen vom Toten Meer gefunden wurden. |
| El-Bariyah, Wildnis mit Klöstern                            | El-Bariyah, Wildnis mit Klöstern                                   | 2012 | K   | 5708 | |
| Altstadt von Nablus und ihre Umgebung                       | Altstadt von Nablus und ihre Umgebung                              | 2012 | K   | 5714 | |
| Sebastia                                                    | Sebastia                                                           | 2012 | K   | 5718 | |
|                                                             | Hafen von Anthedon                                                 | 2012 | K   | 5719 | ältester bekannter Seehafen von Gaza |
|                                                             | Wald von Umm al-Rihan                                              | 2012 | N   | 5721 | |
| Küsten-Feuchtgebiet Wadi Gaza                               | Küsten-Feuchtgebiet Wadi Gaza                                      | 2012 | N   | 5722 | |
| Wadi an-Natuf und Shuqba-Höhle                              | Wadi an-Natuf und Shuqba-Höhle                                     | 2013 | K   | 5712 | Wadi an-Natuf ist ein Trockental im Westjordanland etwa 1 km südlich der Stadt Shuqba. In dem Tal, besonders in der Shuqba-Höhle am Nordrand des Tales, liegen Fundstellen einer protoneolithischen Kultur, die nach dem Tal als Natufien benannt wurde. |
| Throndörfer                                                 | Throndörfer                                                        | 2013 | K   | 5717 | Ibwein, Arrabeh, Beit Wazan, Burqa, Deir Ghassaneh, Dear Istia, Dura, Jamma'in, Kur, Nelean, Ras Karkar, Sebastià und Sanur |
| Taufstätte “Eshria’a”                                       | Taufstätte “Eshria’a”                                              | 2015 | K   | 6155 | Al-Maghtas auf der jordanischen Seite des Jordans wurde 2015 in das Welterbe aufgenommen (Ref. 1446) |
| Palast des Hischam / Khirbet al-Mafjar                      | Palast des Hischam / Khirbet al-Mafjar                             | 2021 | K   | 6546 | |

## Altstadt und Stadtmauern von Jerusalem

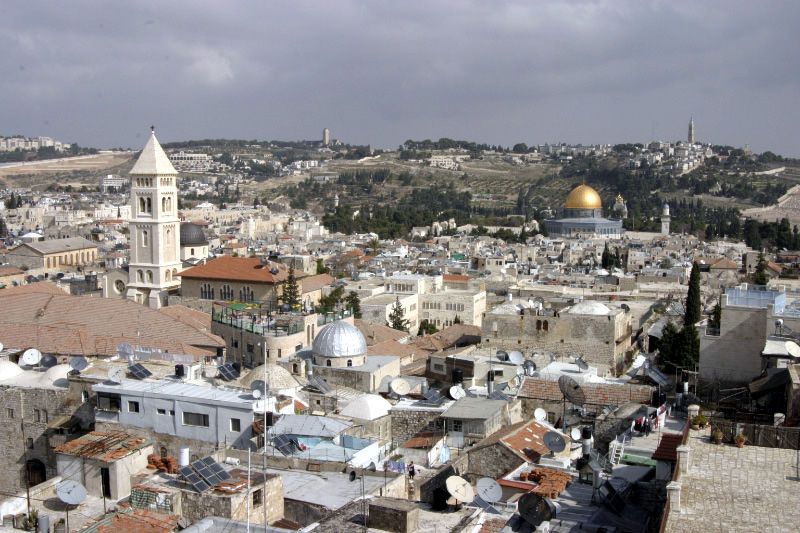
Altstadt von Jerusalem

Die Jerusalemer Altstadt im 1950 von Jordanien und 1980 von Israel annektierten Ostjerusalem, das auch durch die Palästinensischen Autonomiegebiete beansprucht wird, war von Jordanien für die Aufnahme in das UNESCO-Welterbe vorgeschlagen worden. 1981 wurde sie unter der Bezeichnung Altstadt und Stadtmauern von Jerusalem als Weltkulturerbestätte in die Welterbeliste aufgenommen, wobei jedoch betont wurde, dass diese Entscheidung keine Implikation über die Zugehörigkeit Jerusalems zu einem bestimmten Staat beinhalte. Die Welterbestätte ist keinem Staat zugeordnet, sondern separat unter „Jerusalem (auf Vorschlag von Jordanien)“ in die Welterbeliste eingetragen. 1982 wurde sie, wiederum auf Vorschlag von Jordanien, auf die Liste des gefährdeten Welterbes gesetzt.